# 奇膨蛭
奇膨蛭（学名：Torix mirus）为舌蛭科膨蛭属的动物。分布于越南、俄罗斯以及中国大陆的广西等地，营寄生生活，寄生于一种黑螺属软体动物体上。该物种的模式产地在北越。